# Sturag
Koordinati:   45°03′07″N, 13°37′31″E
Sturag je majhen nenaseljen otoček v Jadranskem morju. Pripada Hrvaški.
Sturag leži med otočkoma Maškin in Sv. Ivan okoli 4 km južno od mesta Rovinj. Njegova površina meri 0,022 km². Dolžina obalnega pasu je 0,62 km.